# 俞宗岱
俞宗岱（英語：Samuel Yu Chung Toi），香港衛生署紅絲帶中心管理諮詢委員會主席、愛滋病信託基金委員會宣傳和公眾教育小組主席、愛滋病社區論壇召集人、香港醫學會傳染病顧問委員會委員以及香港科技大學環境及可持續發展學部客座教授兼健康安全及環境處處長。他曾出任馬錦明慈善基金馬陳端喜紀念中學的法團校董。

## 背景
俞宗岱於調景嶺平房區出生及長大，分別在1979年和1980年畢業於金文泰中學中五及中六年級。後在1984年完成香港中文大學生物學學士學位，繼而於1986年進入大學的研究院研究生物學。在1989至1993年期間，他任職美國加州環保署環境專家。現在他擔任香港科技大學健康安全及環境處副處長，專責實驗室及研究安全、新研究設施及研究計劃安全審核、法規事宜、新興領域如生物科技及納米科技等安全事宜。另一方面，俞宗岱亦是香港中文大學公共衞生及基層醫療學院客座副教授。他曾在職業健康學士後文憑及職業環境衛生理學碩士等課程方面指導學生研究，例如「組織病理化驗室內甲醛水平的危害」計劃。
除此之外，俞宗岱是美國職業衛生學會認可的職業衛生師和香港勞工處的註冊安全主任。。而近年他倡導大學可持續發展的進程，以教育下一代提高環保意識，並於2011年因此而獲頒行政長官社區服務獎狀。

## 外部連結
- Yu, Samuel Chung Toi 俞宗岱，Webb-site Who's Who